# Liste der Baudenkmale in Mirow
In der Liste der Baudenkmale in Mirow sind alle denkmalgeschützten Bauten der Stadt Mirow (Mecklenburg-Vorpommern) und ihrer Ortsteile aufgelistet. Grundlage ist die Veröffentlichung der Denkmalliste des Landkreises Mecklenburg-Strelitz mit dem Stand vom 18. März 2011.

## Baudenkmale nach Ortsteilen

### Mirow
| ID | Lage                                                                  | Bezeichnung | Beschreibung | Bild |
| -- | --------------------------------------------------------------------- | --- | --- | --- |
|    | Bahnhofstraße (am Bahnhof) (Karte)                                    | Speicherkomplex mit angebautem Wohnhaus                                                                          | 3 bis 4-gesch. Speicher aus Backstein | Speicherkomplex mit angebautem Wohnhaus                                                                          |
|    | Bahnhofstraße (Karte)                                                 | Kopfsteinpflasterstraße                                                                                          | Denkmalgeschützter Straßenbelag | Kopfsteinpflasterstraße                                                                                          |
|    | B 198 Mirow Richtung Wesenberg, ca. 1,6 km nach dem Ortsausgang Mirow | Gedenkstein zum letzten Fürstengruß der mecklenburgischen Jägerei                                                | | Gedenkstein zum letzten Fürstengruß der mecklenburgischen Jägerei                                                |
|    | Mühlenstraße 34 (Karte)                                               | Grundschule | Saniertes Gebäude, seit August 2015 leerstehend | Grundschule |
|    | Mühlenstraße 35 (Karte)                                               | Gymnasium (sogen. Unteres Schloss) und Mauer mit Torpfeilern                                                     | 2-gesch., 15-achsiges, verputztes, barockes Schloss von 1735 (lt. Dehio 1766) mit 3-gesch., mittigem Giebelrisalit; 1848 umgebaut und danach mehrfach überformt; Nutzung nach 1945 bis 2006 als Schule. | Gymnasium (sogen. Unteres Schloss) und Mauer mit Torpfeilern                                                     |
|    | Retzower Straße (Karte)                                               | ehem. Friedhof mit Baumbepflanzung und Grabsteinen                                                               | | ehem. Friedhof mit Baumbepflanzung und Grabsteinen                                                               |
|    | Retzower Straße 2 (Karte)                                             | Wohnhaus | | Wohnhaus |
|    | Retzower Straße 26 (Karte)                                            | Wohnhaus | | Wohnhaus |
|    | Rotdornstraße (Karte)                                                 | Kopfsteinpflaster                                                                                                | Denkmalgeschützter Straßenbelag | Kopfsteinpflaster                                                                                                |
|    | Rotdornstraße (Karte)                                                 | Fachwerkgebäude (zwischen Mühlenstraße 35 und Feuerwache)                                                        | 1-gesch. Fachwerkbau mit Krüppelwalm | Fachwerkgebäude (zwischen Mühlenstraße 35 und Feuerwache)                                                        |
|    | Rotdornstraße (Karte)                                                 | Schlauchturm der Feuerwache                                                                                      | 4-gesch. Turm von 1926 | Schlauchturm der Feuerwache                                                                                      |
|    | Rudolf-Breitscheid-Straße (Ecke Clara-Zetkin-Straße)                  | Gedenkstein für Clara Zetkin                                                                                     | | Gedenkstein für Clara Zetkin                                                                                     |
|    | Rudolf-Breitscheid-Straße 2 (Karte)                                   | Fachwerkspeicher                                                                                                 | | Fachwerkspeicher                                                                                                 |
|    | Rudolf-Breitscheid-Straße 15 (Karte)                                  | Stall | Das Bild zeigt das Anwesen "Rudolf-Breitscheid-Straße 15", ein Stallgebäude ist von der Straße aus nicht erkennbar. | Stall |
|    | Rudolf-Breitscheid-Straße 26 (Karte)                                  | Wohnhaus | Heutige Nutzung: Forstverwaltung | Wohnhaus |
|    | Schlossinsel mit Wall und Graben (Karte)                              | Brücke und Torhaus                                                                                               | 2-gesch. Torhaus mit Putzquadern und Krüppelwalm, urspr. von 1588, 1905 und danach stark verändert. | Brücke und Torhaus                                                                                               |
|    | Schlossinsel (Karte)                                                  | Bezirk der ehem. Komturei mit                                                                                    | | |
|    | (Karte)                                                               | Kirche Schlosskirche Mirow                                                                                       | Urspr. backsteingotischer, einschiffiger, vierjochiger Saalbau vom 14. Jahrhundert; 3-jochiger Chor; bis auf die Gruft alles 1945 weitgehend vernichtet; Wiederaufbau von 1950; Turm mit welscher Glockenhaube und Laterne von 1993.                                                                                   | Kirche Schlosskirche Mirow                                                                                       |
|    | In der Johanniterkirche                                               | Mausoleum | | Mausoleum |
|    | An der Nordwand der Johanniterkirche                                  | Grabkreuz für Großherzog Friedrich Wilhelm                                                                       | Grabkreuz für Großherzog Friedrich Wilhelm II. (Mecklenburg). | Grabkreuz für Großherzog Friedrich Wilhelm                                                                       |
|    | Nahe dem Chor der Johanniterkirche                                    | Grabstätte für 13 Soldaten (Zweiter Weltkrieg)                                                                   | | Grabstätte für 13 Soldaten (Zweiter Weltkrieg)                                                                   |
|    |                                                                       | Reste der ehem. Kirchhofsmauer (2 Torpfeiler mit Tor nahe dem Chor und 2 Torpfeiler an der Nordseite der Kirche) | | Reste der ehem. Kirchhofsmauer (2 Torpfeiler mit Tor nahe dem Chor und 2 Torpfeiler an der Nordseite der Kirche) |
|    |                                                                       | Brauerei mit Resten des Brauhauses (jetzt Pension)                                                               | Überbaute Reste des Brauhauses. Heutige Nutzung: Gastronomie, Hotel | Brauerei mit Resten des Brauhauses (jetzt Pension)                                                               |
|    |                                                                       | Eiskeller mit Aufzugsvorrichtung                                                                                 | Der Eiskeller wird heute gastronomisch genutzt. | Eiskeller mit Aufzugsvorrichtung                                                                                 |
|    | (Karte)                                                               | Schlossbezirk Schlossinsel                                                                                       | Gebäudeensemble bestehend aus Schloss, Kavaliershaus, Johanniterkirche, Torhaus und das Untere Schloss sowie Schlosspark und die Liebesinsel mit Grabmal von Großherzog Adolf Friedrich VI. | Schlossbezirk Schlossinsel                                                                                       |
|    | (Karte)                                                               | Schloss | Vorgängerbaus von 1708 durch Brand 1742 partiell zerstört; Erneuerung von 1749 bis 1760 als klassizistischer, 2 bis 3-gesch., 11-achsiger Putzbau mit H-förmigen Grundriss mit zwei 3-gesch. seitl. Flügeln und dem 3-gesch. mittigem Giebelrisalit, mit Mansarddach und Walmdächern; barocker Festsaal noch von 1710; | Schloss |
|    | (Karte)                                                               | Kavaliershaus | 2-gesch. geputztes, 11-achsiges spätbarockes Kavaliershaus für den Hofstaat von 1756 bis 1760 mit Mansarddach und Mittelrisalit. | Kavaliershaus |
|    | (Karte)                                                               | Park | | Park |
|    | (Karte)                                                               | Kopfsteinpflasterung und Allee vom Torhaus zum Schloss                                                           | | Kopfsteinpflasterung und Allee vom Torhaus zum Schloss                                                           |
|    | Liebesinsel mit Brücke (Karte)                                        | Grabmal für Adolf Friedrich VI. und zwei Steinbänken                                                             | Grabmal des letzten Großherzogs von Mecklenburg-Strelitz, Adolf Friedrich VI. (1882–1918), der Selbstmord beging. | Grabmal für Adolf Friedrich VI. und zwei Steinbänken                                                             |
|    | Schlossstraße 1 (Karte)                                               | Pfarrhaus | | Pfarrhaus |
|    | Schlossstraße 2 (Karte)                                               | Wohnhaus | | Wohnhaus |
|    | Schlossstraße 16 (Karte)                                              | Wohnhaus | | Wohnhaus |
|    | Strelitzer Straße                                                     | Kriegerdenkmal 1914/18                                                                                           | | Kriegerdenkmal 1914/18                                                                                           |
|    | Strelitzer Straße (Karte)                                             | Sowjetischer Ehrenfriedhof mit Grabsteinen und Obelisk sowie Kriegerdenkmal                                      | | Sowjetischer Ehrenfriedhof mit Grabsteinen und Obelisk sowie Kriegerdenkmal                                      |
|    | Strelitzer Straße 33 (Karte)                                          | Wohnhaus | 2-gesch. saniertes Fachwerkhaus mit Satteldach | Wohnhaus |
|    | Strelitzer Straße 34 (Karte)                                          | Wohnhaus | 2-gesch. Fachwerkbau mit Satteldach | Wohnhaus |
|    | Wesenberger Straße (Karte)                                            | Friedhof mit Leichenhalle, Allee vom Nordportal, Mauer mit Portal und Allee auf der Nordseite                    | | Friedhof mit Leichenhalle, Allee vom Nordportal, Mauer mit Portal und Allee auf der Nordseite                    |

### Mirowdorf
| ID | Lage                               | Bezeichnung                                            | Beschreibung                                                                       | Bild                                                   |
| -- | ---------------------------------- | ------------------------------------------------------ | ---------------------------------------------------------------------------------- | ------------------------------------------------------ |
|    | Lärzer Straße                      | jüdischer Friedhof mit Baumanpflanzung und Gedenkstein | Der Friedhof wurde in der NS-Zeit verwüstet, Grabsteine sind keine mehr vorhanden. | jüdischer Friedhof mit Baumanpflanzung und Gedenkstein |
|    | Starsower Straße, Am Kanal (Karte) | Friedhof mit Leichenhalle und Allee                    |                                                                                    | Friedhof mit Leichenhalle und Allee                    |

### Babke
| ID | Lage                                     | Bezeichnung            | Beschreibung | Bild                   |
| -- | ---------------------------------------- | ---------------------- | ------------ | ---------------------- |
|    | Babke 3                                  | Torbogen aus Holz      |              | Torbogen aus Holz      |
|    | (Karte)                                  | Kirche                 |              | Kirche                 |
|    | In der Wendeschleife bei Babke 3 (Karte) | Kriegerdenkmal 1914/18 |              | Kriegerdenkmal 1914/18 |

### Blankenförde
| ID | Lage                    | Bezeichnung                                  | Beschreibung                                                                | Bild                                         |
| -- | ----------------------- | -------------------------------------------- | --------------------------------------------------------------------------- | -------------------------------------------- |
|    | Blankenförde 9 (Karte)  | Wohnhaus                                     |                                                                             | Wohnhaus                                     |
|    | Blankenförde 16 (Karte) | Gutshaus                                     |                                                                             | Gutshaus                                     |
|    | Blankenförde 30 (Karte) | ehem. Schule (Wohnhaus) mit Scheune (Nr. 28) | Jetzt Nationalparkinformation; Die Scheune (Nr. 28) wurde 2005 abgebrochen. | ehem. Schule (Wohnhaus) mit Scheune (Nr. 28) |
|    | Blankenförde 34 (Karte) | Wohnhaus                                     |                                                                             | Wohnhaus                                     |
|    | Blankenförde 36 (Karte) | Forsthaus                                    | Heutige Nutzung: Ferienhaus                                                 | Forsthaus                                    |
|    | Im Ortskern (Karte)     | Kirche                                       | Dorfkirche Blankenförde-Kakeldütt                                           | Kirche                                       |

### Diemitz
| ID | Lage                  | Bezeichnung               | Beschreibung | Bild                      |
| -- | --------------------- | ------------------------- | ------------ | ------------------------- |
|    | Dorfstraße 16 (Karte) | Wohnhaus                  |              | Wohnhaus                  |
|    | (Karte)               | Kirche mit Feldsteinmauer |              | Kirche mit Feldsteinmauer |

### Fleeth
| ID | Lage                     | Bezeichnung                           | Beschreibung | Bild                                  |
| -- | ------------------------ | ------------------------------------- | --- | ------------------------------------- |
|    | Fleeth 10 (Karte)        | Ferienhaus                            | Im August 2015 verfallend. | Ferienhaus                            |
|    | Fleeth 11                | Ferienhaus                            | | Ferienhaus                            |
|    | Fleether Mühle 1 (Karte) | Wassermühle mit Sägewerk und Speicher | Das Bild zeigt die Gesamtansicht mit neuem Wehr, das eigentliche Mühlengebäude ist abgebrannt (die Grundmauern sind sichtbar). | Wassermühle mit Sägewerk und Speicher |
|    | Friedhof                 | Bronzeglocke                          | Glockenstuhl mit Bronzeglocke                                                                                                  | Bronzeglocke                          |

### Holm
| ID | Lage                 | Bezeichnung                                                     | Beschreibung | Bild                                                            |
| -- | -------------------- | --------------------------------------------------------------- | ------------ | --------------------------------------------------------------- |
|    | Mirower Holm (Karte) | Forsthof mit Forsthaus, Fachwerkscheune, Stallscheune und Stall |              | Forsthof mit Forsthaus, Fachwerkscheune, Stallscheune und Stall |

### Leussow
| ID | Lage             | Bezeichnung  | Beschreibung | Bild         |
| -- | ---------------- | ------------ | ------------ | ------------ |
|    | Leussow (Karte)  | Kirche       |              | Kirche       |
|    | Neben Leussow 25 | Spritzenhaus |              | Spritzenhaus |
|    | Leussow 35       | Wohnhaus     |              | Wohnhaus     |

### Peetsch
| ID | Lage | Bezeichnung              | Beschreibung | Bild                     |
| -- | ---- | ------------------------ | ------------ | ------------------------ |
|    |      | Kriegerdenkmal 1914/1918 |              | Kriegerdenkmal 1914/1918 |

### Roggentin
| ID | Lage | Bezeichnung                                  | Beschreibung | Bild                                         |
| -- | ---- | -------------------------------------------- | --- | -------------------------------------------- |
|    |      | Bronzeglocke (im Glockenstuhl an der Kirche) | | Bronzeglocke (im Glockenstuhl an der Kirche) |
|    |      | Kirche, Glasfenster (von 1697)               | Das Bild zeigt den Glockenstuhl mit Bronzeglocke und die moderne Kirche. Das in der Liste eingetragene Glasfenster von 1697 gehörte zu dem Vorgängerbau (Fachwerkkirche) und ist vor Ort nicht mehr vorhanden. | Kirche, Glasfenster (von 1697)               |

### Schillersdorf
| ID | Lage    | Bezeichnung | Beschreibung | Bild      |
| -- | ------- | ----------- | ------------ | --------- |
|    | (Karte) | Kirchturm   |              | Kirchturm |

### Starsow
| ID | Lage                                       | Bezeichnung                                         | Beschreibung | Bild                                                |
| -- | ------------------------------------------ | --------------------------------------------------- | ------------ | --------------------------------------------------- |
|    | Nahe dem Friedhof, gegenüber Anwesen Nr. 4 | Glockenstuhl mit Bronzeglocke                       |              | Glockenstuhl mit Bronzeglocke                       |
|    | (Karte)                                    | Kriegerdenkmal 1914/1918 (auf dem Friedhof gelegen) |              | Kriegerdenkmal 1914/1918 (auf dem Friedhof gelegen) |

### Ehemalige Baudenkmale
| ID | Lage                         | Bezeichnung | Beschreibung | Bild     |
| -- | ---------------------------- | ----------- | ------------ | -------- |
|    | Strelitzer Straße 10 (Karte) | Wohnhaus    |              | Wohnhaus |

## Quelle
- Karte der Baudenkmale im Geoportal des Landkreises